# Чагардег (Амлаш)
Чагардег (перс. چهارده) — село в Ірані, у дегестані Північний Амлаш, в Центральному бахші, шагрестані Амлаш остану Ґілян. За даними перепису 2006 року, його населення становило 449 осіб, що проживали у складі 129 сімей.

## Клімат
Середня річна температура становить 15,00°C, середня максимальна – 28,62°C, а середня мінімальна – 0,94°C. Середня річна кількість опадів – 1141 мм.
| Клімат поселення                              | Клімат поселення | Клімат поселення | Клімат поселення | Клімат поселення | Клімат поселення | Клімат поселення | Клімат поселення | Клімат поселення | Клімат поселення | Клімат поселення | Клімат поселення | Клімат поселення | Клімат поселення |
| Показник                                      | Січ.             | Лют.             | Бер.             | Квіт.            | Трав.            | Черв.            | Лип.             | Серп.            | Вер.             | Жовт.            | Лист.            | Груд.            |                  |
| Середній максимум, °C                         | 9,90             | 10,03            | 12,40            | 18,11            | 22,08            | 25,98            | 28,62            | 28,50            | 25,72            | 21,44            | 16,91            | 12,69            |                  |
| Середня температура, °C                       | 5,41             | 5,54             | 7,92             | 13,64            | 17,60            | 21,50            | 24,38            | 24,25            | 21,48            | 17,19            | 12,67            | 8,45             |                  |
| Середній мінімум, °C                          | 0,94             | 1,06             | 3,44             | 9,15             | 13,12            | 17,02            | 20,14            | 20,01            | 17,24            | 12,95            | 8,42             | 4,19             |                  |
| Норма опадів, мм                              | 102              | 87               | 84               | 44               | 46               | 35               | 33               | 60               | 136              | 218              | 165              | 131              |                  |
| Середньомісячна швидкість вітру, м/с          | 2.40             | 2.50             | 2.49             | 2.40             | 2.33             | 2.50             | 2.65             | 2.28             | 2.10             | 2.10             | 2.10             | 2.24             |                  |
| Середньомісячна сонячна радіація, кДж/м²·день | 7114             | 9173             | 11046            | 15358            | 19429            | 21286            | 21920            | 18417            | 15056            | 10789            | 8692             | 6754             |                  |
| --------------------------------------------- | ---------------- | ---------------- | ---------------- | ---------------- | ---------------- | ---------------- | ---------------- | ---------------- | ---------------- | ---------------- | ---------------- | ---------------- | ---------------- |
| Джерело:                                      |                  |                  |                  |                  |                  |                  |                  |                  |                  |                  |                  |                  |                  |